# 찰스 애덤스 (만화가)
찰스 새뮤얼 애덤스(영어: Charles Samuel Addams, 1912년 1월 7일 ~ 1988년 9월 29일)는 미국의 만화가였다. 블랙 코미디스럽고 마카브르스러운 캐릭터로 잘 알려져 있으며, 차스 애덤스(Chas Addams)라는 필명으로 한 작품 《아담스 패밀리》가 가장 유명하다.

## 같이 보기
- 로버트 크럼